# Klapinskaja Buda
Klapinskaja Buda (biał. Кляпінская Буда; ros. Кляпинская Буда, Klapinskaja Buda) – wieś na Białorusi, w obwodzie homelskim, w rejonie kormańskim, w sielsowiecie Karoćki.